# 大夫茶

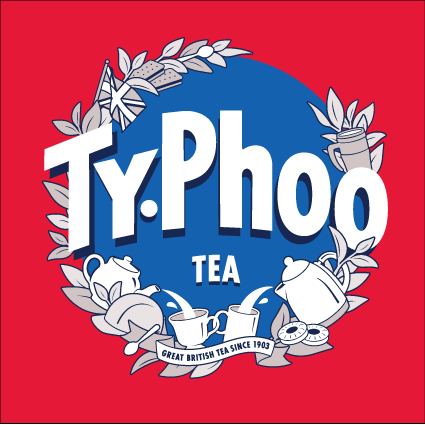
大夫茶

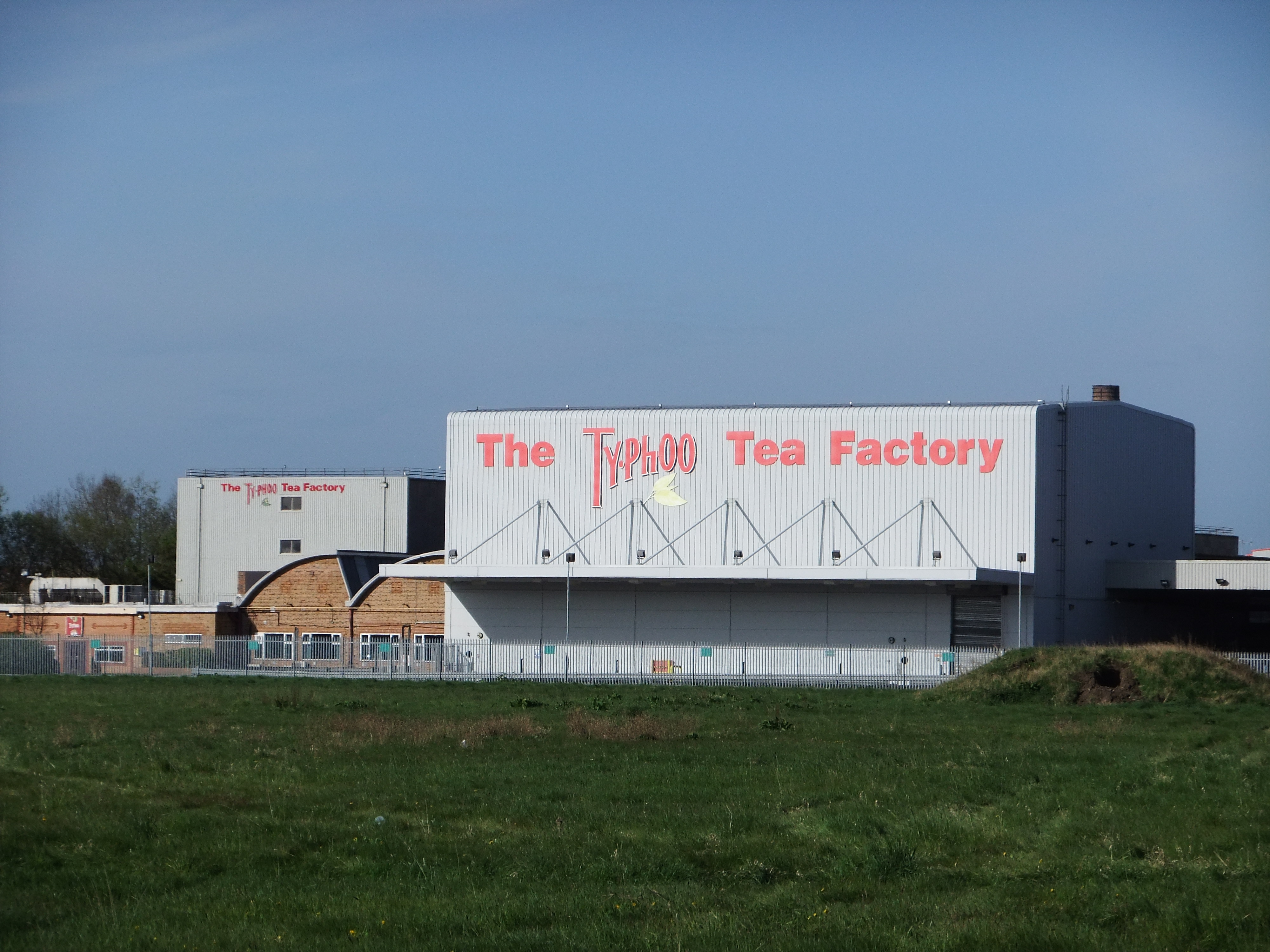
大夫茶工廠

大夫茶（Typhoo）是英國的一個茶品牌，由小約翰·薩姆納在1903年創建於伯明翰。Typhoo這一品牌來自於中文中的「大夫」一詞。2005年，大夫茶被Premier Foods公司賣給印度企業Apeejay Surrendra。2021年，Zetland Capital收购大夫茶。

## 外部連結
- 官方网站
- International website （页面存档备份，存于）